# Desátý volební kraj (Československo)

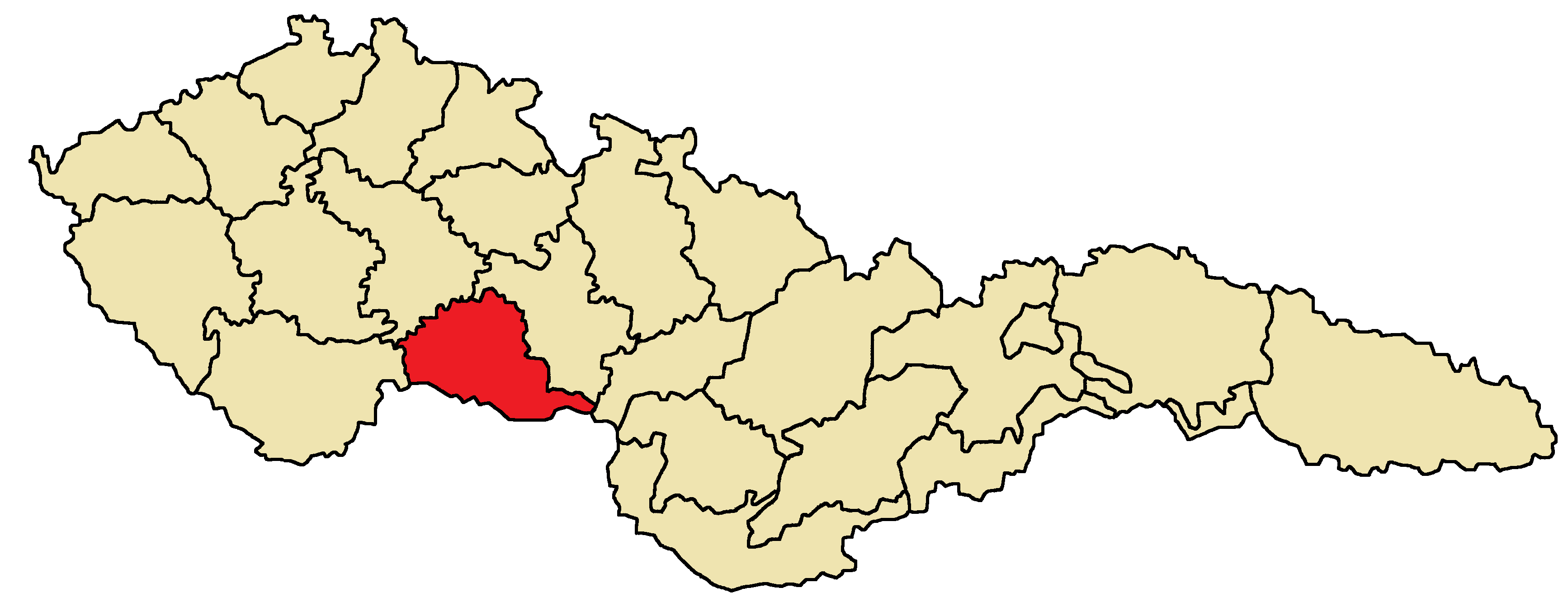
10. volební kraj

Desátý volební kraj ('X. Jihlava') byl parlamentní volební kraj v první československé republice pro volby do poslanecké sněmovny Národního shromáždění. Sídlo krajské volební komise bylo ve městě Jihlava. Ve volebním obvodu bylo zvoleno 9 členů poslanecké sněmovny.

## Vymezení
Volební okres zahrnoval soudní okresy Velká Bíteš, Moravské Budějovice, Dačice, Hrotovice, Jaroslavice, Jemnice, Jihlava, Moravský Krumlov, Velké Meziříčí, Mikulov, Náměšti nad Oslavou, Slavonice, Telč, Třebíč, Třešť, Vranov a Znojmo. Byl identický s územím Jihlavské župy, která byla navržena roku 1920 v rámci župního zřízení.

## Demografie
V roce 1921 při Československém sčítání lidu bylo odhadnuto, že jihlavský desátý volební obvod měl 432 310 obyvatel. Pro každého voleného člena sněmovny tak vycházelo 48 034 obyvatel, tj. poněkud víc, než byl celostátní průměr 45 319 obyvatel na volené místo. Při sčítání v roce 1930 měl jihlavský desátý volební obvod 435 177 obyvatel (tj. 48 353 obyvatel/voleného zástupce).

## Volby do senátu
Ve senátních volbách byl jihlavský desátý volební kraj součástí brněnského šestého senátního volebního kraje, spolu s brněnským jedenáctým a uherskohradišťským třináctým volebním krajem. V šestém senátním volebním kraji bylo voleno 17 senátorů.

## Volby v roce 1920
V parlamentních volbách v roce 1920 byli zvoleni Franz Pittinger (Německý svaz zemědělců, BdL) a Dr. Emmerich Radda (Německá nacionální strana, DNP), stali se tak kandidáty na seznam Německé křesťansko sociální strany lidové (DCSVP).

## Volby v roce 1925
Mezi poslanci jihlavského desátého volebního kraje zvolenými v parlamentních volbách v roce 1920, byli Johann Wagner (BdL) a Erwin Zajicek (DCSVP).

## Volby v roce 1929
V parlamentních volbách v roce 1929 v jihlavském desátém volebním kraji československé strany získaly 62,5 % hlasů a německé strany téměř 29,9 %. Zajicek a Wagner byli znovu zvoleni. Dále byl zvolen Viktor Stern z Komunistické strany československa, dříve reprezentoval Pátý volební kraj.
| Strana                                                         | Hlasy  | %     |
| -------------------------------------------------------------- | ------ | ----- |
| Republikánská strana zemědělského a malorolnického lidu        | 44401  | 19,17 |
| Československé strana lidová                                   | 42324  | 18,28 |
| Československá sociálně demokratická strana                    | 25787  | 11,14 |
| Německá křesťansko sociální strana lidová                      | 25078  | 10,83 |
| Německé volební společenství                                   | 19232  | 8,31  |
| Československá strana národně sociální                         | 18129  | 7,83  |
| Komunistická strana Československa                             | 16010  | 6,91  |
| Německá nacionální strana                                      | 11177  | 4,83  |
| Československá živnostenská-obchodnická strana středostavovská | 11027  | 4,76  |
| Německá sociálně demokratická strana dělnická                  | 9911   | 4,28  |
| Německá národně socialistická strana dělnická                  | 3774   | 1,63  |
| Československá národní demokracie                              | 3137   | 1,35  |
| Spojená židovská a polská strana                               | 1570   | 0,68  |
| Celkem                                                         | 231557 | 100   |

## Volby v roce 1935
V parlamentních volbách v roce 1935 byl znovu zvolen Zajicek. Mezi nově zvolenými byli Dr. Theodor Jilly (Sudetoněmecká strana, SdP), Franz Karmasin (SdP) a Anton Sogl (SdP). Karmasin se později stal slovenským Státním tajemníkem pro německé záležitosti a posléze Sturmbannführerem. DCSVP byla oslabena ve všech krajích Československa, v jihlavském kraji si udržela určitý vliv (ztráta asi 10 000 hlasů oproti roku 1929).